# Освајачи олимпијских медаља у атлетици — 4 миље екипно за мушкарце
Освајачи олимпијских медаља у атлетици за мушкарце у дисциплини 4 миље екипно, која је на програму игара била само једном 1904, приказани су у следећој табели. За такмичење су се пријавиле само две екипе САД (екипе клубова Њујорка и Чикага) Екипе су имале по 5 такмичара. Број освојеног места је носио исти број освојених бодова. Мањи збир бодова свих такмичара једне екипе, дао је коначни пласман. 
| Олимпијске игре        | Злато                                                                                        | Злато         | Сребро                                                                                          | Сребро          | Бронза | Бронза |
| ---------------------- | -------------------------------------------------------------------------------------------- | ------------- | ----------------------------------------------------------------------------------------------- | --------------- | ------ | ------ |
| Сент Луис 1904. детаљи | САД АК Њујорк 1°Артур Њутон 5°Џорџ Андервуд 6°Пол Пилгрим 7°Хауард Валентајн 8°Дејвид Мансон | 1+5+6+7+8= 27 | Мешовити тим AA Чикаго 2°Џим Лајтбоди 3°Вилијам Вернер 4°Лејси Херн 9°Алберт Кореј 10°Сидни Хеч | 2+3+4+9+10 = 28 | –      |        |

1. ↑  Кореј је послао пријаву за Игре 1904 као „Француски такмичар у саставу Атлетске Асоцијације Чикага“ па је МОК његову медаљу у маратону, приписао САД], али је касније у екипној трци на 4 миље због Кореја који је Француз, МОК екипу Атлетске Асоцијације Чикага проласио Мешовитим тимом , Приступљено 17. 4. 2013.